# اچ‌ام‌اس جانوس (۱۸۹۵)
اچ‌ام‌اس جانوس (۱۸۹۵) (به انگلیسی: HMS Janus (1895)) یک کشتی بود که طول آن ۲۰۴٫۵ فوت (۶۲٫۳ متر) بود.